# Тімоті Пікеринг
Тімоті Пікеринг (англ. Timothy Pickering; нар. 17 липня 1745 — пом. 29 січня 1829) — американський політик і 3-й Державний секретар США з 1795 по 1800 рік.

## Біографія

### Ранні роки
Пікеринг народився в Сейлемі, Массачусетс, в сім'ї Диякона Тімоті і Мері Уінгейт Пікеринг. Він був одним з дев'яти дітей, а молодший брат Тімоті, Джон, в майбутньому став спікером Массачусетської палати представників. Тімоті навчався в гімназії Сейлема, а в 1763 році закінчив Гарвардський університет. Сейлемський унітаріанський міністр Вільям Бентлі зазначив Пікеринга: «Він з юності був прямим, неспокійним і впертим».
Після закінчення Гарвардського університету Пікерінг повернувся в Сейлем, де влаштувався міським клерком. У 1768 році він був прийнятий в Массачусетський суд, а в 1774 році призначений суддею. 8 квітня 1776 Тімоті Пікеринг одружився з Ребеккою Уайт. У січні 1766 Пікеринг став лейтенантом міліцейського корпусу округу Ессекс, Массачусетс. Через три роки він був проведений в капітани. У 1769 році Пікеринг опублікував свої ідеї щодо створення Ессекської газети.

### Війна за незалежність
У грудні 1776 Пікеринг очолював міліцейський корпус Ессекса, коли генерал Джордж Вашингтон запропонував йому звання генерал-ад'ютанта у Континентальній армії. На цій посаді він курирував установку «Великий ланцюг», яку викували на металургійному заводі Стірлінга. У серпні 1780 Континентальний конгрес обрав Пікерінга генерал-квартирмейстером.

### Прихід до влади
Після закінчення війни Пікеринг заснував декілька невдалих підприємств: в 1783 році він заснував комерційне товариство з Семюелем Ходждоном, яке зазнало невдачі через два роки. У 1786 році він переїздить до Вайомінгської долини (Пенсильванія), де взяв ряд офісів в окрузі Лузерна. Коли Пікеринг спробував виселити поселенців Коннектикуту, його зайняли в заручники на дев'ятнадцять днів. У 1787 році брав участь у Пенсильванському конгресі з питання ратифікації Конституції США. У 1794 році Пікеринг брав участь у підписанні договору Канандейгуа.

### Член кабінету
У 1791 році Вашингтон призначив Тімоті Пікеринга Генеральним поштмейстером США. На цій посаді він залишався до 1795 року. З 1795 по 1800 Пікеринг знаходився на посту Державного секретаря США. У 1799 році він найняв собі особистого секретаря Джозефа Денні. Після сварки з президентом Джоном Адамсом через план укладення миру з Францією, Пікеринг був відсторонений від влади. У 1803 році його призначають сенатором Федералістської партії від штату Массачусетс. У 1812 році він обирається до Палати представників, де і залишався до 1817 року.